# 何家蓓
何家蓓（英語：Sandrine Holt，直译：「桑德琳·霍尔特」，1972年11月19日—），加拿大女演員和模特。她出演過《24第5季》中的美國第一夫人助理伊芙琳·馬丁（Evelyn Martin）等角色。

## 家庭
何家蓓出生於英國倫敦。父亲为香港人，母亲为法国人。五歲時舉家移民至加拿大多倫多。